# 圣伊莱尔欧唐普勒站
圣伊莱尔欧唐普勒站是法国的一个铁路车站，位于法国东北部市镇圣伊莱尔欧唐普勒境内。

## 位置
圣伊莱尔欧唐普勒站位于圣伊莱尔欧唐普勒市区的西部，香槟沙隆－兰斯铁路186.116公里处，同时也是圣蒂莱尔－阿贡当日铁路的起点，距离香槟沙隆大约16.4公里。车站大致呈南北走向，开口朝东。
法国高速铁路东线经过圣伊莱尔欧唐普勒站北部，并通过联络线向巴黎方向连通，但没有高铁列车停靠于圣伊莱尔欧唐普勒。
自2013年12月起，圣蒂莱尔－阿贡当日铁路圣伊莱尔欧唐普勒和凡尔登之间的路段关闭客运服务。

## 设施
圣伊莱尔欧唐普勒站是一个无人看守的乘降所，原有的站房已另作它用。现该站无任何售票设施，在此上车的乘客需上车后主动购票或使用通勤卡。
此外，圣伊莱尔欧唐普勒站站内没有人行天桥或地下通道，前往兰斯方向站台的乘客需横穿铁路正线，因此该站存在一定的安全隐患。

## 停靠线路
以下列车线路在圣伊莱尔欧唐普勒站停靠：
| 圣伊莱尔欧唐普勒站列车线路表 |      |        |          |              |
| 线路                         | 车种 | 上一站 | 下一站   | 大致运行频率 |
| 兰斯—香槟沙隆                | TER  | 布伊   | 香槟沙隆 | 每天2~3趟    |
| 1.                           |      |        |          |              |

## 配套交通

### 长途客车
圣伊莱尔欧唐普勒站附近暂无固定的长途客运线路，当某条铁路线施工或罢工时，SNCF可能也会提供途径该线路沿途站点的临时大巴车，但上下车地点可能在圣伊莱尔欧唐普勒的市中心。

### 市内交通
圣伊莱尔欧唐普勒站附近暂无城市公共交通线路。

### 社会车辆
圣伊莱尔欧唐普勒站门口设有社会车辆停车场。

## 临近车站
| 圣伊莱尔欧唐普勒站（Gare de Saint-Hilaire-au-Temple） |                        |                                                           |
| 上行车站                                              | 线路                   | 下行车站                                                  |
| 香槟沙隆站                                            | 香槟沙隆－兰斯铁路     | ↗（联络线）→法国高速铁路东线（巴黎方向） ↘（正线）→布伊站 |
| （起点）                                              | 圣蒂莱尔－阿贡当日铁路 | （货运）                                                  |
| - 本表仅显示运营中的线路及车站                        |                        |                                                           |